# Niederrohrdorf
Niederrohrdorf es una comuna suiza del cantón de Argovia, situada en el distrito de Baden. Limita al norte con la comuna de Fislisbach, al este con Oberrohrdorf, al sureste con Remetschwil, al sur con Stetten, y al oeste con Mellingen.